# 毒玫瑰
《毒玫瑰》（英語：The Poison Rose）是一部2019年美國驚悚片，由約翰·屈伏塔和摩根·費里曼主演。本片由喬治·葛羅執導，理查德·薩爾瓦托雷、法蘭西斯·柯琴柯曼尼和盧卡·吉利波多擔任編劇，改編自薩爾瓦托雷的同名小說。獅門娛樂於2019年5月24日發行。

## 外部連結
- 互联网电影数据库（IMDb）上《毒玫瑰》的资料（英文）